# Vincent Mc Doom
Pour les articles homonymes, voir Doom (homonymie).
Vincent Mc Doom, né le 27 octobre 1965 à Sainte-Lucie, est une célébrité de la mode et des médias, engagée dans la protection de l'enfance. Sa carrière est celle de mannequin, styliste, animateur de télévision, personnalité médiatique et mondaine. 

## Biographie
Vincent Mc Doom est né le 27 octobre 1965 à Sainte-Lucie, aux Caraïbes, dans une famille décomposée avec un père revendiquant 21 enfants. Rejeté dès sa naissance par sa mère, il est élevé par sa grand-mère paternelle, « Mama Fa ». Plus tard, dans son livre et lors d'interviews, il brise le silence du tabou des abus sexuels subis dans son enfance en affirmant, lors d'une émission télévisée, que le ministre de la Justice saint-lucien de l'époque l’avait violé entre ses 9 et ses 13 ans.
Vincent Mc Doom commence sa carrière dans le domaine de la mode après avoir remporté un concours organisé par le gouvernement de Sainte-Lucie pour marquer le dixième anniversaire de l'indépendance de l'île. En tant que lauréat de ce concours, il effectue des stages à Paris chez les couturiers Yves Saint-Laurent et Paco Rabanne. De retour à Sainte-Lucie, il rencontre Gilles Maareck, l’attaché culturel de l’ambassade de France, qui l'aide à obtenir une bourse d'études en France. Mc Doom étudie pendant trois ans à l'école ESMOD à Paris, où il approfondit ses connaissances sur le processus de création d'une collection de mode, de la conception à la commercialisation.
Puis il fait des stages chez Guillemin, Talenzi, Guy Laroche ainsi qu'André Walker. Il a été, pendant un très court laps de temps, l'un des nombreux directeurs artistiques de la maison Louis Vuitton.[réf. souhaitée]
Après dix ans dans le métier, il se lance dans les relations publiques puis, au hasard d'une soirée, il est approché par Sabrina Azoulay qui lui confie un poste de speaker sur la chaîne Paris Première. Il devient ainsi le premier homme travesti animateur de séquences télévisées.[réf. souhaitée]
Il apparaît au cinéma dans un film de Cheik Doukouré, Paris selon Moussa.
Sa participation à une émission de télé-réalité diffusée sur TF1, La Ferme Célébrités, lui confère une nouvelle notoriété en France à partir de 2004. Il publie alors sa biographie "L'homme que je suis" où il parle de son enfance bafouée. Rejeté par les siens, hué à l'école, battu chez lui, esclave à tout faire, Vincent Mc Doom subit des violences sexuelles répétées par un proche, un notable de son île, Sainte-Lucie. 
Ensuite, il fait les lancements de la série Arrested Development sur TPS Star et sort sa biographie L'Homme que je suis.
En 2006, Vincent Mc Doom a été animateur dans la matinale de la radio Rire et Chansons.
En 2007, il apparaît dans l'émission de télé-réalité Top Model sur M6, servant à former des apprentis mannequins. Il participe à l'émission en tant que coach pour défilés. Il joue dans Elephant People au théâtre.
En octobre 2008, l'émission La Soirée de l'étrange sur TF1, présentée par Christophe Dechavanne, conduit Vincent Mc Doom dans le moulin hanté de Saint-Christol pour une expérience paranormale.
En 2008, il présente Myriam et les Garçons sur la chaîne câblée TF6 et il est chroniqueur dans Jury de stars sur NT1. Il apparaît de nouveau dans une émission de télé-réalité La Folle Route, avec Magloire, où ils voyagent en voiture de Paris à Saint-Tropez. En 2009, ils reprennent la route pour La Folle Route 2, de Saint-Tropez à Bruxelles.
En 2010, il participe en tant que mannequin à la Foire de Paris, dont le thème est « Les Tropiques ». Il fait une apparition dans le clip de Dansa Kuduro de Papa London.
En 2011, il participe à l'émission Vincent Mc Doom à la conquête d'Hollywood, produit par Trésor TV, diffusé sur AB1 en février 2011, puis sur NRJ 12.
Il est le premier invité de La Grosse Baffe sur Dailymotion.

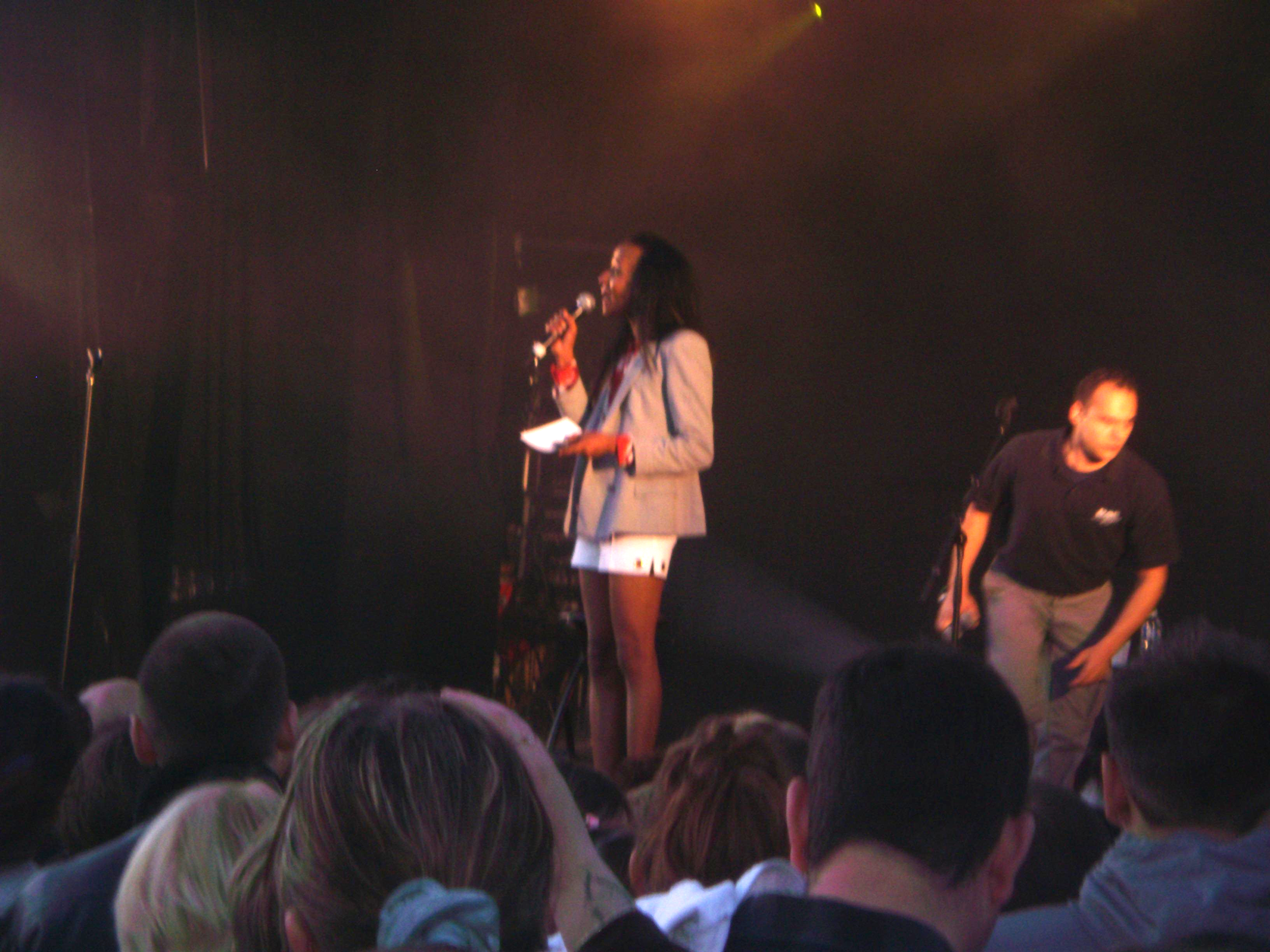
Vincent Mc Doom présentant un concert à Lomme (Nord).

En 2012, il commente le match de football France-Ukraine avec Daniela Martins et Benjamin Godard sur la chaîne MCE TV. Cette année-là, il participe au jeu télévisé Fort Boyard aux côtés de Juliette Chappey, François Viette, Hélène Rollès, Patrick Puydebat et de la gagnante de la saison 7 de Koh-Lanta, Jade Handi en faveur de l'association Mira Europe. Sa prestation lors de l'épreuve de la cabine abandonnée suscite l'hilarité générale,.
Une saison 3 de La Folle Route avec Magloire a été tournée en juillet 2011 à bord d'un paquebot pour une croisière sur la mer Méditerranée. Cette émission, La Folle Croisière, est diffusée en mars 2013 sur Comédie+ et dès le 25 juin 2014, la nuit sur NRJ 12.
Il joue son premier rôle au cinéma dans Kickback de Franck Phelizon en 2015.
En 2013, il apparaît dans l'émission Zone paranormale sur TMC. Cette émission est la copie de La Soirée de l'étrange, le sujet passe sur TF1 en 2008.
De 2011 à 2013, Vincent Mc Doom est l'un des visages de la chaîne AB1. En effet, il présente plusieurs émissions sur la mode comme Running in Heels (diffusée dès le 15 octobre 2011) et A Model Life : Les Coulisses de la mode (diffusée dès le 5 janvier 2013)[réf. nécessaire]. Il devait présenter l'émission Employée Top Model (diffusée dès le 16 juin 2014), mais cela ne se fera finalement pas.
Il fait partie des participants de la saison 2017 de Fort Boyard.
Il a participé à la création de la fondation Blue Angel à Sainte-Lucie, dont il est originaire, dans le but de soutenir les associations d'aide aux enfants victimes de viol. Il est très proche de cette cause, ayant été violé par son oncle dans son enfance. Apprenant que l'antenne locale de l'association L'Ange Bleu, Blue Angel à Sainte-Lucie, qu'il a lui-même créée, aidait également les pédophiles, il s'en est éloigné pour s'approcher de l'Enfant bleu, association française s'occupant exclusivement des victimes.

## Filmographie

### Cinéma
- 2003 : Paris selon Moussa de Cheik Doukouré : Zazie
- 2015 : Kickback de Franck Phelizon : Josépha

### Télévision
Participant
- 2004 : La Ferme Célébrités (TF1)
- 2005 : Celebrity Dancing (TF1)[18]
- 2008 : La Folle Route vers Saint-Tropez (TF6, W9, NRJ 12)
- 2009 : La Folle Route 2 (TF6, NRJ 12)
- 2011 : Vincent Mc Doom à la conquête d'Hollywood (AB1, NRJ 12)
- 2011 : La Folle Croisière (Comédie+, NRJ 12)
- 2012 : Russia's Next Model[19] (juré, Russie)
- 2013 : Zone Paranormale (TMC)[20]
- 2017 : Fort Boyard
- 2022 : Un dîner presque parfait (W9)

Animation de programmes
- 2008 : Myriam et les Garçons (There's Something About Miriam en VO) (TF6)
- 2011 : Running in Heels (AB1)
- 2011 : Brit Awards 2011 (avec Grégory Ascher) (AB1)[21]
- 2013 : A Model Life : Les Coulisses de la mode (Dirty Sexy Things en VO) (AB1)[22]